# The Pageant of San Francisco
The Pageant of San Francisco è un film muto del 1916 diretto da Earle Emlay.

## Trama
Alla testa di un gruppo di avventurieri, don Gasper Portola scopre una meravigliosa baia che si affaccia sull'oceano Pacifico. Fa subito ritorno a San Diego per informare della sua scoperta gli spagnoli e il viceré, che decide di insediarvi una colonia. Sul posto, vengono mandati dei coloni guidati da Juan Baptista Anza e accompagnati da padre Junipero Serra, un monaco. Il viaggio è lungo e pericoloso, ma alla fine la colonia è fondata e viene intitolata a San Francesco.
Passano molti anni prima che vi arrivi il primo yankee. Dopo la guerra con il Messico, San Francisco diventa territorio degli Stati Uniti. La corsa all'oro californiana del 1849 porta migliaia di nuovi abitanti e presto la California diventa uno Stato. Nel decennio successivo, la città è in mano a politici senza scrupoli e a bande di senza legge ma presto la legalità prevale. Dopo il devastante terremoto del 1906, la città viene ricostruita e, nel 1915, apre la Panama-Pacific Exposition.

## Produzione
Il film - girato a San Francisco - fu prodotto dalla California Motion Picture Corporation e Pageant Film Company per promuovere la Panama-Pacific International Exposition che si tenne nel 1915 a San Francisco.

## Distribuzione
Distribuito dalla Alliance Films Corporation, il film uscì nelle sale USA il 15 marzo 1915.